# رافاييل غارزا غوتيريز
رافاييل غارزا غوتيريز (بالإسبانية: Rafael Garza Gutiérrez) الشهير باسم ريكورد (بالإسبانية: Récord) (13 ديسمبر 1896 – 3 يوليو 1974) لاعب ومدرب كرة قدم مكسيكي راحل . رافاييل وباقي أفراد عائلته غارزا من مؤسسي نادي أمريكا . كان يجيد اللعب في خط الدفاع ومثل منتخب بلاده .

## نادي أمريكا
في 12 أكتوبر 1916 تجمع مجموعة من الشباب من ضمنهم غارزا غوتيريز وقرروا إنشاء نادي أسموه أمريكا وأقاموا حفلة للاحتفال بهذا الأمر . نادي أمريكا نشأ من اندماج نادي غارزا غوتيريز وهو ريكورد ونادي جيرمان نونيز المسمى يونيون .
استطاع غارزا غوتيريز قيادة فريق أمريكا لتحقيق بطولة الدوري 4 مرات متتالية من بينها 3 مرات كلاعب ومرة واحدة كلاعب ومدرب في الوقت نفسه وذلك في العشرينات وهو يعتبر آخر لقب دوري يحققه النادي حتى الستينات .

## منتخب المكسيك لكرة القدم
نتيجة للأداء العالي المستوى الذي حققه غارزا غوتيريز فقد تم استدعائه للمشاركة مع منتخب المكسيك وتم تعيينه مدربا له من 1923 إلى 1928 . شارك في بطولة كأس العالم لكرة القدم 1930 التي أقيمت في الأوروغواي . بعد الاعتزال اتجه غارزا غوتيريز إلى مهنة التدريب وقاد منتخب بلاده في 3 فترات متفرقة .

## وصلات خارجية
- هذا السيرة الذاتية نسخة محفوظة 22 ديسمبر 2007 at Archive.is
- قائمة بمدربي منتخب المكسيك لكرة القدم
- رافاييل غارزا غوتيريز على موقع الاتحاد الدولي (مؤرشف)  (الإنجليزية)
- رافاييل غارزا غوتيريز على موقع قاعدة بيانات كرة القدم.إي يو (الإنجليزية)
- رافاييل غارزا غوتيريز على موقع ناشيونال فوتبول تيمز (الإنجليزية)
- رافاييل غارزا غوتيريز على موقع عالم كرة القدم.نت (الإنجليزية)
- رافاييل غارزا غوتيريز على موقع أوليمبيديا (الإنجليزية)